# محطة قطار بن زيراق
محطة قطار بن زيراق ، هي محطة سكة حديد جزائرية سابقة تقع في بلدية بشار ، ولاية بشار. حاليا هي متوقفة

## وضع السكك الحديدية
تقع محطة القطار على ارتفاع 959,500 m  ، وتقع عند نقطة الكيلومتر (PK) 599,323 من الخط الممتد من وادي تليلات إلى بشار ، حيث تسبقها محطة بوعيش المغلقة وتتبعها محطة حاسي الهواري المغلقة أيضا.

## تاريخ

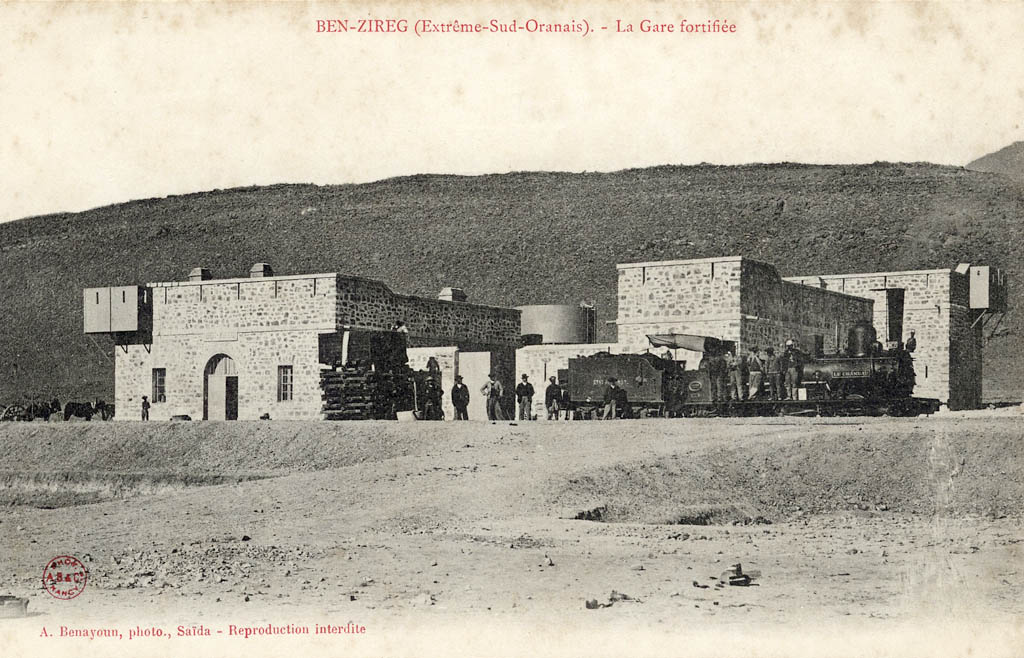
المحطة في بداية القرن 20.

دشنت المحطة سنة 1905 عند افتتاح القسم الممتد من بني ونيف إلى بن زيراق من خط السكة الحديد الضيق القديم من وهران إلى قنادسة عبر سعيدة . سبقتها محطة بوعيش المغلقة وتلتها محطة حاسي الهواري المغلقة، وكانت تقع عند PK 697,400 من هذا الخط.
تعتبر هذه المحطة من بين المحطات المحصنة في الجزائر التي بناها الجيش الفرنسي بين عامي 1881 و1906 على طول الخط الرابط بين سعيدة وبشار.

## خدمة الركاب
في عام 2023، أخرجت هذه المحطة عن الخدمة لم تعد تتوقف عندها قطارات شركة النقل بالسكك الحديدية الوطنية .

### روابط خارجية
- "ش.و.ن.س.ح". الشركة الوطنية للنقل بالسكك الحديدية. مؤرشف من الأصل في 2025-05-05.